# Siphonogorgia lobata
Siphonogorgia lobata is een zachte koraalsoort uit de familie Nidaliidae. De koraalsoort komt uit het geslacht Siphonogorgia. Siphonogorgia lobata werd in 1982 voor het eerst wetenschappelijk beschreven door Verseveldt. 